# Nomada symphyti
Nomada symphyti är en biart som beskrevs av Stoeckhert 1930. Nomada symphyti ingår i släktet gökbin, och familjen långtungebin. Inga underarter finns listade i Catalogue of Life.